# Andrés Yllana
Andrés Roberto Yllana (ur. 30 lipca 1974 w Rawson) – argentyński piłkarz pochodzenia włoskiego występujący na pozycji środkowego pomocnika, trener piłkarski.